# マリオ&ソニック AT バンクーバーオリンピック
- マリオシリーズ > マリオ&ソニック > マリオ&ソニック AT バンクーバーオリンピック
- ソニックシリーズ > マリオ&ソニック > マリオ&ソニック AT バンクーバーオリンピック

『マリオ&ソニック AT バンクーバーオリンピック』（マリオアンドソニック アット バンクーバーオリンピック、Mario and Sonic at the Olympic Winter Games）は、2009年11月に発売した任天堂とセガが開発したWiiとニンテンドーDS専用ゲームソフト。
2010年1月29日にはセガよりiPhone / iPod touch用アプリ『ソニック AT バンクーバーオリンピック』が配信開始された。こちらはソニックシリーズのキャラクターのみ登場する。

## 概要
2010年にカナダのバンクーバーで開催された冬季オリンピック（バンクーバーオリンピック）を舞台としている。
Wii版では、いくつかの競技でバランスWiiボードに対応している。発売は前作同様、日本は任天堂が、海外はセガが担当する。

### Wii版とニンテンドーDS版の相違点
前作と同様にWii版ではWiiリモコンとヌンチャクを使った直感的な操作が出来、似顔絵チャンネルで作ったMiiをプレイヤーキャラとして使うことが出来る。DS版ではボタンとタッチペンとマイクを使った操作でプレイする。収録されているオリンピック競技とドリーム競技はWii版とDS版の共通で収録されている競技に加えて、Wii版のみの競技とDS版のみの競技が収録されており、ハードに異なった競技でプレイできる。また、前作の参加する人数はWii版のみは一部を除いて専用COM4人を含めて8人まででDS版では4人までであったが、本作ではどちらも4人までの参加人数に変更されている（ただし、2人1組で最大8人の参加の競技は除く）。また、Wii版やDS版には、キャラクターのボイスが一部異なっており、DS版は過去の作品のボイスを使用することが多く、ルージュやオメガなど一部のライバルの勝利台詞などもWii版と異なっている。Wii版では、国によってはソニック側のライバルキャラの敗北ボイスが聞くことができる。
本作では新たにWii版のみとDS版のみで遊べるモードなどの異なる要素が収録されており、Wii版では実際の冬季オリンピックを再現して開会式から閉会式までプレイする「フェスティバル」と獲得したスターポイントで様々な隠し要素を出す「ショッピング」が収録され、DS版ではストーリーに沿ってクッパとエッグマンの野望を阻止するために仲間を集めながら様々なミッションと競技を挑んでいく「アドベンチャーツアーズ」が収録されている。その他、バラエティモードで遊べるミニゲームやプレイできるミッションなどが異なっている。

## 参加選手
MiiはWii版のみ。マリオシリーズ側は英語で喋り、ソニックシリーズ側は日本語で喋る（海外版はソニック側も英語で喋る）。

### マリオシリーズ
マリオ
声 : チャールズ･マーティネー
バランスタイプ
専用アクション：ドカンに入る・マメキノコで小さくなる。
ルイージ
声 : チャールズ･マーティネー
バランスタイプ
ミニゲーム：カギを手に入れろ！
ピーチ
声 : サマンサ・ケリー
テクニックタイプ
ミニゲーム：ドッスンのきげんを直せ！
デイジー
声 : ディアナ・マスタード
スピードタイプ
ミニゲーム：キキを追いはらえ！
ヨッシー
声 : 戸高一生
スピードタイプ
ミニゲーム：5つのランプをつけろ！
ワルイージ
声 : チャールズ･マーティネー
テクニックタイプ
ミニゲーム：ボムフラッパーをたおせ！
ワリオ
声 : チャールズ･マーティネー
パワータイプ
ミニゲーム：ワンワンをふっとばせ！
ドンキーコング
声 : 長嶝高士
パワータイプ
ミニゲーム：柱のてっぺんまで登れ！
クッパJr.
声 : ケーティー・サゴイアン
バランスタイプ
クッパ
声 : ケニー・ジェームズ
パワータイプ

### ソニックシリーズ
ソニック
声 : 金丸淳一
スピードタイプ
専用アクション：スプリングで跳ぶ・スピンダッシュでヒビ割れた壁を壊す
テイルス
声 : 広橋涼
テクニックタイプ
ミニゲーム：正しい部品をえらべ！
ナックルズ
声 : 神奈延年
パワータイプ
ミニゲーム：氷をたたきこわせ！
エミー
声 : 川田妙子
バランスタイプ
ミニゲーム：てっぺんのボタンをおせ！
シャドウ
声 : 遊佐浩二
スピードタイプ
ミニゲーム：マークを正しくそろえろ！
ブレイズ
声 : 高森奈緒
バランスタイプ
ミニゲーム：ブロックを正しく動かせ！
ベクター
声 : 三宅健太
パワータイプ
ミニゲーム：クイズに答えろ！
シルバー
声 : 小野大輔
テクニックタイプ
ミニゲーム：メカボールを止めろ！
メタルソニック
声 : なし
スピードタイプ
エッグマン
声 : 大塚周夫
テクニックタイプ

## その他の登場キャラクター
前作と同じく主に競技の審査員や観客などの役割などで登場している。また、Wii版・DS版のアドベンチャーツアーズのみ登場するキャラクターもいる。

### マリオシリーズ
キノピオ
審査員、観客、アドベンチャーツアーズ。
キングテレサ
フェスティバルモード、アドベンチャーツアーズ。
ヘイホー
観客、アドベンチャーツアーズ、フィーバーホッケー。
ノコノコ
観客。
クリボー
観客、アドベンチャーツアーズ。
ドッスン
障害物（ドリームフィギュアスケート）、アドベンチャーツアーズ。
キラー
ドリーム雪合戦（Wii）、フェスティバルモード、アドベンチャーツアーズ。
ホネクッパ
フェスティバルモード、アドベンチャーツアーズ。
カロン
フェスティバルモード、アドベンチャーツアーズ。
キャサリン
ゲストとして遊びに来る、アドベンチャーツアーズ。
モンテ
ゲストとして遊びに来る。
ペンギン
ドリームカーリング（観客）、アドベンチャーツアーズ、ゲストとして遊びに来る。
ワンワン
障害物（ドリームアルペン）、（スノーボードエクストリーム）、アドベンチャーツアーズ。

### ソニックシリーズ
クリーム
モード解説、アドベンチャーツアーズ。ゲストとして遊びに来る。
ルージュ
フェスティバルモード、アドベンチャーツアーズ。
オメガ
フェスティバルモード、アドベンチャーツアーズ。
ジェット
フェスティバルモード、アドベンチャーツアーズ。
エッグマンネガ
フェスティバルモード（一部除いてエッグマンと同じボイス）、アドベンチャーツアーズ（完全新規の専用ボイス）。
ビッグ
アドベンチャーツアーズ。Wiiでは、ゲストとして遊びに来る。
エスピオ
審査員、アドベンチャーツアーズ。
チャーミー
審査員（アイスホッケー）、アドベンチャーツアーズ。
チャオ
観客、アドベンチャーツアーズ、カーリングボウリング（DS）。
オモチャオ
観客、アドベンチャーツアーズ。
キキ
障害物（ドリームアルペン）、アドベンチャーツアーズ。
フラッパー
ドリームグライダー（Wii）、ドリームスキー、クライマックスフィギュア（DS）、アドベンチャーツアーズ（任天堂のボム兵を落とすボムフラッパーというコラボキャラも登場する）。
カオス
ドリームフィギュアスケート（Wii）、様々な形態でゲストとして遊びに来る。

## 競技種目

### Wii版
オリンピック競技は全16種類。★はバランスWiiボードに対応。
- ★滑降
- ★大回転
- ★ラージヒル個人
- ラージヒル団体
- ★モーグル
- ★スキークロス
- ★ハーフパイプ
- ★スノーボードクロス
- スピードスケート500m
- ショートトラック1,000m
- ショートトラックリレー
- フィギュアスケート
- ★スケルトン
- ★ボブスレー
- アイスホッケー
- カーリング

ドリーム競技は全11種類。
- ★ドリームアルペン※『ソニックヒーローズ』のステージの一つ「シーサイドヒル」をモチーフにしている。
- ★ドリームスキージャンプ※『スーパーマリオギャラクシー』のステージの一つ「エッグプラネットギャラクシー」をモチーフをしている。
- ★ドリームスキークロス※『マリオカートWii』のコースの一つ「マリオサーキット」をモチーフにしている。
- ★ドリームスノーボードクロス※『ソニックアドベンチャー2』のステージの一つ「ラジカルハイウェイ」をモチーフにしている。
- ドリームショートトラック※『ソニックライダーズ』のコースの一つ「エッグファクトリー」をモチーフにしている。
- ドリームカーリング※『マリオカート64』のコースの一つ「シャーベットランド」をモチーフにしている。
- ★ドリームボブスレー※『ソニッククロニクル 闇次元からの侵略者』のステージの一つ「ノクターン」と『ソニックヒーローズ』のスペシャルステージをモチーフにしている。
- ドリームアイスホッケー※『マリオカートアドバンス』のコースの一つ「クッパキャッスル（1～4）」をモチーフにしている。
- ドリーム雪合戦※『スーパーマリオ64』のステージ「さむいさむいマウンテン」のBGMが使用されている。
- ドリームグライダー※『ソニック＆ナックルズ』のステージ「スカイサンクチュアリゾーン」のBGMが使用されている。
- ドリームフィギュアスケート※マリオシリーズとソニックシリーズの音楽・背景・効果音などが使用されている。

Wii版オリジナルモード
- フェスティバルモード

パーティゲームは全3種類。
- バルーンアタック
- ルーレットチャレンジ
- パネルフリップ

### ニンテンドーDS版
オリンピック競技は全15種類。
- アルペン大回転
- ジャンプラージヒル
- ノルディック複合
- モーグル
- クロスカントリー
- スピードスケート500m
- ショートトラック500m
- フィギュアスケート
- スノーボードクロス
- アイスホッケー
- ボブスレー
- スケルトン
- リュージュ
- カーリング
- バイアスロン

ドリーム競技は全12種類。
- スキークロスレーシング
- スキーエアダイブ
- 音速スーパー滑降
- エキサイトショートトラック
- クライマックスフィギュア
- ヒートアップボブスレー
- デラックスハーフパイプ
- スノーボードエクストリーム
- スノーマシンファイト
- フィーバーホッケー
- カーリングボウリング
- シューティングスキー

ニンテンドーDS版オリジナルモード
- アドベンチャーツアーズ

### iPhone版
- スケルトン
- スノーボードクロス
- カーリング
- フィギュアスケート